# Jean Salomon Lezoutié
Jean Salomon Lezoutié, né le 8 avril 1958 à M'Bokrou en Côte d'Ivoire, est un évêque catholique ivoirien. Il est l'évêque du diocèse de Yopougon depuis 2015.

## Biographie
Salomon Lezoutié est né en 1958 dans le diocèse de Yopougon à M'bokrou dans la sous-préfecture de Jacqueville. Il fait d'abord des études en économie appliquée à Abidjan avant d'entrer au séminaire. Il est ordonné prêtre le 23 juillet 1989 dans le diocèse de Yopougon. En 1995, il obtient un doctorat en théologie biblique de l'université pontificale urbanienne de Rome. 
Après son ordination, il exerce son sacerdoce en occupant plusieurs fonction importante. Il occupe la fonction de vicaire paroissial à la cathédrale de Yopougon où il est chargé de la pastorale des jeunes du diocèse et de la pastorale des malades et des prisonniers. Il devient également, secrétaire de l'Evêque et collaborateur de la nonciature apostolique d'Abidjan, vice-recteur, professeur et directeur spirituel au grand séminaire Sacré-Cœur de Marie d'Anyama. De 1997 à 2005, il y enseigne la théologie biblique.

### Épiscopat
Le pape Benoît XVI le nomme évêque du diocèse d'Odienné le 29 juillet 2005. Il est ordonné évêque par l'évêque de Yopougon, Laurent Akran Mandjo, le 8 octobre de la même année ; Les co-consécrateurs sont Maurice Konan Kouassi, à l'époque évêque du diocèse de Daloa, et Marie-Daniel Dadiet, archevêque de Korhogo. 
Le 3 janvier 2009, le pape Benoît XVI le nomme à nouveau évêque coadjuteur du diocèse de Yopougon. Lorsque Laurent Akran Mandjo renonce à sa charge pastorale le 28 novembre 2015, Salomon Lezoutié lui succède comme évêque de Yopougon,.